# تگوبورز
تگوبورز (به لاتین: Tęgobórz) یک روستا در لهستان است که در Gmina Szczekociny واقع شده‌است.